# Наталі Барні
Наталі Кліффорд Барні (англ. Natalie Clifford Barney, 31 жовтня 1876, Дейтон, Огайо — 2 лютого 1972, Париж
) — французька драматургиня, поетеса і прозаїкиня американського походження.

## Життєпис

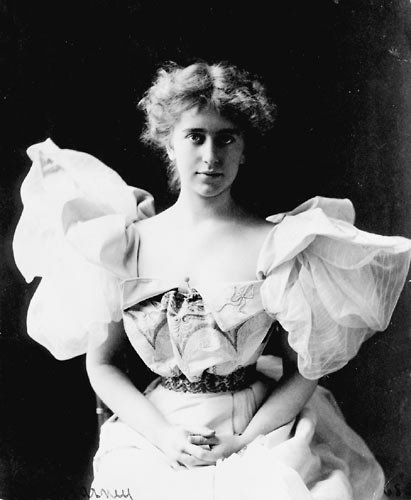
Фотографія Френсіса Бенджаміна Пауерса, між 1890 і 1910 роками

Писала вірші, романи, мемуарну прозу, але справжньою пам'яткою прекрасної епохи є саме її життя. Дочка відомої художниці, в 12 років Наталі усвідомила, що її більше приваблюють жінки, а не чоловіки, і все життя прожила відкритою лесбійкою. Відрізнялася влюбливістю і непостійністю. Публікуючи любовні вірші на адресу жінок під своїм власним ім'ям, Барні стверджувала, що скандал ― «найкращий спосіб позбутися від неприємностей» (маючи на увазі гетеросексуальну увагу з боку молодих чоловіків).
У 1899 році зробила своєю подругою одну з найбільш відомих жінок Франції кінця століття, танцівницю Ліану де Пужі. Пізніше її обраницями були поетеси Рене Вів'єн й Люсі Деларю-Мардрюс, письменниці Колетт і Елізабет де Грамон, герцогиня де Клермон-Тоннер, співачка Емма Кальве, художниця Ромейн Брукс, Доллі Вайлд (племінниця Оскара Вайлда) і багато інших. Її життя і любовні відносини послужили джерелом натхнення для багатьох творів, починаючи від роману Ліани де Пужі «Сапфічна Ідилія» (Idylle Saphique, 1901) до «Криниці самотності» (Well of Loneliness, 1928) британської письменниці Редкліфф Голл, одного з найвідоміших лесбійських романів XX століття.
З 1909 року Наталі Барні влаштувалася на паризькій вулиці Жакоб (6-й округ) в особняку, побудованому графом Саксонським для своєї коханки, знаменитої актриси Адріани Лекуврер (пізніше цей особняк знятий у фільмі Луї Маля «Мандрівний вогник», 1963). Протягом декількох десятиліть, щотижня в п'ятницю в будинку Барні збирався весь цвіт космополітичного Парижа. Наталі Барі багато працювала над просуванням жіночого письма та створила «Жіночу академію» (L'Académie des Femmes) у відповідь впливовій Французької академії, що складалася з чоловіків, а також підтримувала і надихала письменників від Ремі де Гурмона до Трумена Капоте.
Поряд з багатьма іншими, у Барні щоп'ятниці й в інші дні бували: Шервуд Андерсон, Джордж Антейл, Луї Арагон, Анрі Барбюс, Сільвія Біч, Поль Валері, Грета Гарбо, Пеггі Гуггенхайм, Ремі де Гурмон (він дав Барні прізвисько Амазонка), Жозеф Шарль Мардрюс (перекладач Казок 1001 ночі), Джеймс Джойс, Айседора Дункан, Макс Жакоб, Андре Жід, Труман Капоте, Поль Клодель, Жан Кокто, Колетт, Харт Крейн, Тамара Лемпицька, Міна Лой, Марі Лорансен, П'єр Луї, Сінклер Льюїс, Оскар Мілош, Адрієнн Моньє, Сомерсет Моем, Армен Оганян, Езра Паунд, Марсель Пруст, Рільке, Роден, Рубінштейн Іда Львівна, Франсуаза Саган, Френсіс Скотт Фіцджеральд, Гертруда Стайн, Рабіндранат Тагор, Торнтон Вайлдер Вільям Карлос Вільямс, Анатоль Франс, Мата Харі, Томас Стернз Еліот, Маргеріт Юрсенар.
Під час Другої світової війни Наталі Барні жила в Італії.
Барні не повернулася до написання епіграм, але опублікувала два томи спогадів про інших відомих їй письменників — «Indiscreet Memories» (1960) та «Traits and Portraits» (1963). Вона також працювала над тим, щоб знайти видавця мемуарів її коханої Ромейн Брукс, з якою вони були разом понад 50 років, та розмістити свої картини в галереях.
Наприкінці 1960-х обраниця Наталі Барні — Ромейн Брукс ставала дедалі самотнішою та параноїчною. Вона впала в депресію і відмовилася бачити лікарів, яких надсилала Барні. Після затяжної кризи вони розірвали стосунки. Барні продовжувала писати їй, але відповідей не отримувала. Брукс померла у грудні 1970 року, а Барні 2 лютого 1972 року від серцевої недостатності. Похована на цвинтарі Пасі, Париж, Іль-де-Франс, Франція.

## Праці

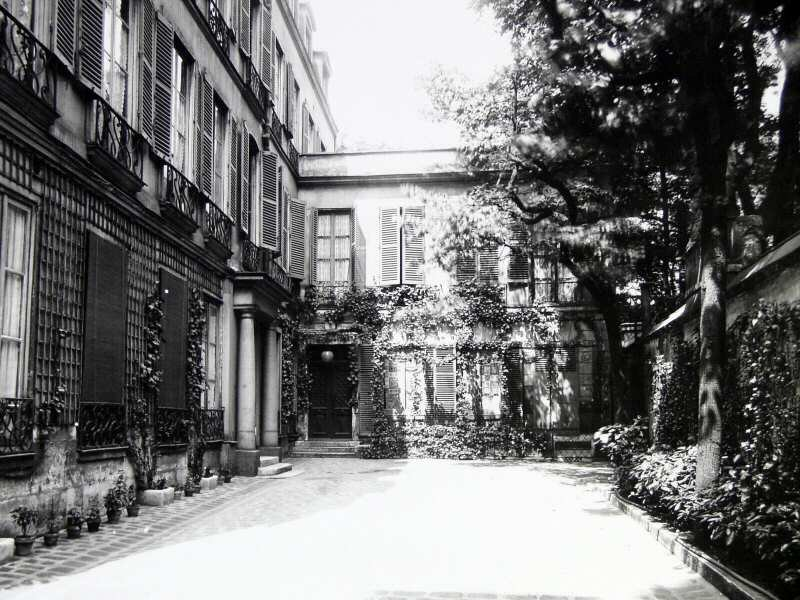
Ежен Атже. Будинок на вулиці Жакоб, 1910

### Французькою
- Quelques Portraits-Sonnets de Femmes (Paris: Ollendorf, 1900)
- Cinq Petits Dialogues Grecs (Paris: La Plume, 1901; as «Tryphé»)
- Actes et entr'actes (Paris: Sansot, 1910)
- Je me souviens (Paris: Sansot, 1910)
- Eparpillements (Paris: Sansot, 1910)
- Pensées d'une Amazone (Paris: Emile Paul, 1920)
- Aventures de l'Esprit (Paris: Emile Paul, 1929)
- Nouvelles Pensées de l'Amazone (Paris: Mercure de France, 1939)
- Souvenirs Indiscrets (Paris: Flammarion, 1960)
- Traits et Portraits (Paris: Mercure de France, 1963)
- Amants féminins ou la troisième (Paris: ErosOnyx, 2013)

### Англійською
- Poems & Poèmes: Autres Alliances (Paris: Emile Paul, New York: Doran, 1920) — двомовна збірка поезії;
- The One Who Is Legion (London: Eric Partridge, Ltd., 1930; Orono, Maine: National Poetry Foundation, 1987) факсиміле передрук з післясловом Едварда Лоруссо (Edward Lorusso)

### Переклад англійською
- A Perilous Advantage: The Best of Natalie Clifford Barney (New Victoria Publishers, 1992); редактор та перекладач Анна Лівія (Anna Livia)
- Adventures of the Mind (New York University Press, 1992); Перекладач Джон Спалдіґ Ґаттон (John Spalding Gatton)
- Women Lovers, or The Third Woman (University of Wisconsin Press, 2016); редактор та перекладач Челсі Рей (Chelsea Ray)

## Пам'ять

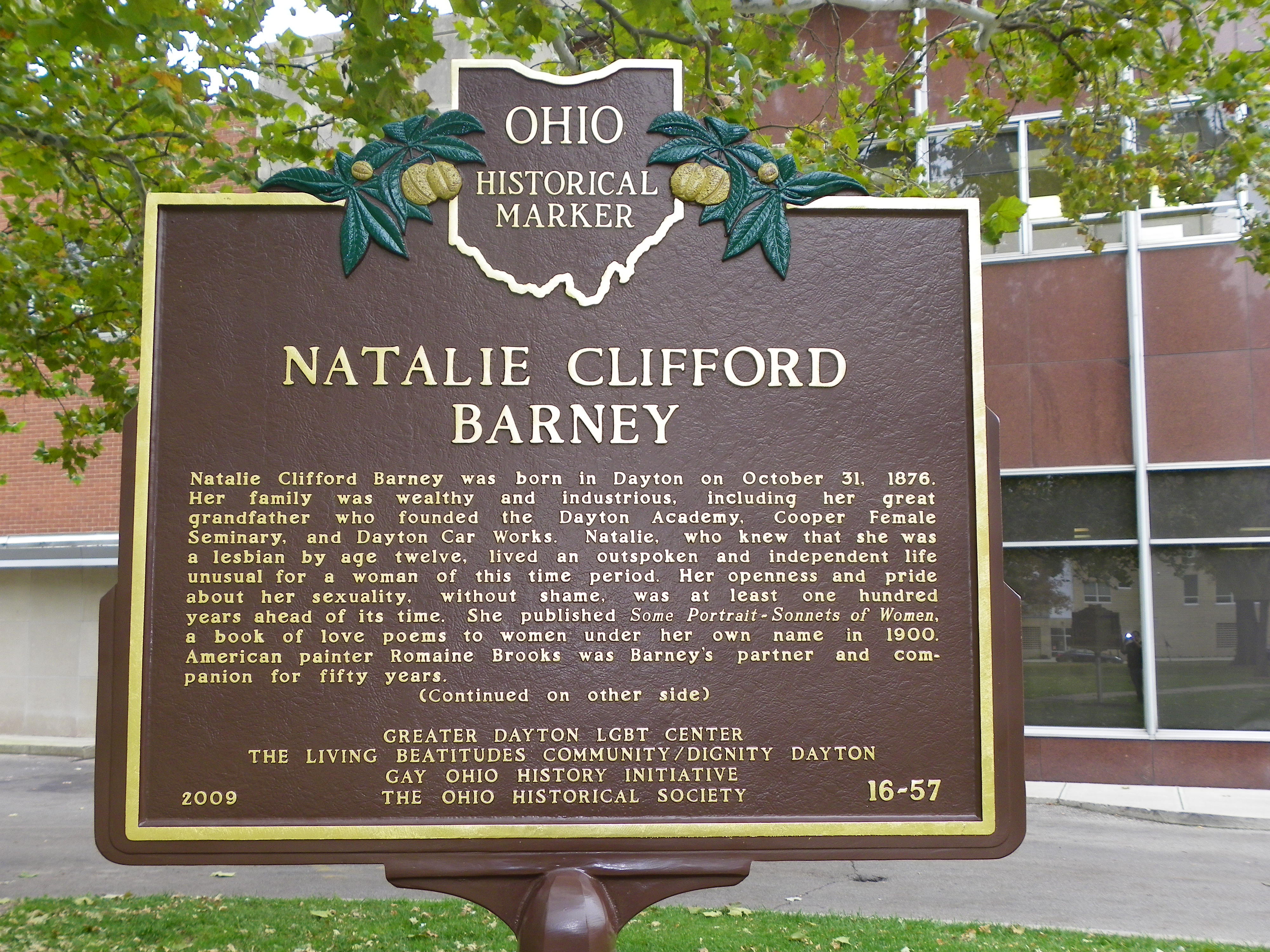
Меморіальна дошка в парку Дейтон Купер

26 жовтня 2009 року на батьківщині Наталі Барні — місті Дейтон, штат Огайо, було встановлено меморіальну дошку. Це перша історична дошка в штаті Огайо, в якій підкреслюється сексуальна орієнтація лауреата.